# ウォーレン・マーフィー
ウォーレン・マーフィー（Warren Murphy、1933年9月13日 - 2015年9月4日）は、『デストロイヤー』シリーズ、『保険調査員トレース』のシリーズなどで知られるアメリカの小説家。
ニュージャージー州ジャージーシティ生まれ。『豚は太るか死ぬしかない』では1985年度のエドガー賞 ペーパーバック部門を受賞。配偶者は日系アメリカ人のモリー・コクラン（1984年に結婚）で、合作もしている。

## 主な著作

### デストロイヤー・シリーズ
リチャード・サピアとの共著。詳細はデストロイヤー (小説)を参照。

### トレース・シリーズ
全7作(何れもハヤカワ・ミステリ文庫から出版。田村義進翻訳)
- 二日酔いのバラード(Two Steps from Three East)
- 伯爵夫人のジルバ(And 47 Miles of Rope)
- 仮面のディスコテーク(Trace No. 3: When Elephants Forget)
- 豚は太るか死ぬしかない(Pigs Get Fat)
- のら犬は一生懸命(Once a Mutt)
- チコの探偵物語(Too Old a Cat)
- 愚か者のララバイ(Getting up with Fleas)